# Уан Плюс Уан
OnePlus One е смартфонът от китайската компания OnePlus, позициониран като „флагмански убиец“. Това е първият продукт на компанията. Смартфонът беше представен на 23 април 2014 година.

## Спецификации
Компанията пусна технически еднакви модели за всички региони на света.
|                     | OnePlus One                                                                                |
| ------------------- | ------------------------------------------------------------------------------------------ |
| Екран               | 5.5 (в инча) LTPS IPS LCD, 1080 x 1920 px, 16:9 Corning Gorilla Glass 3                    |
| RAM                 | 3 GB                                                                                       |
| Вътрешна памет      | 16/64 GB                                                                                   |
| Задна камера        | 13 MP, автофокус, f/2.0, 1/3.1", 1.12µm, 4K@30fps, 4K(DCI)@24fps, 1080p@60fps, 720p@120fps |
| Предна камера       | 5 MP, f/2.0, 720p@30fps                                                                    |
| Процесор            | четириядрен, 2.5 GHz Krait 400                                                             |
| Операционна система | Android 4.4 (KitKat), CyanogenMod 11S                                                      |
| Размери             | 152.9 x 75.9 x 8.9                                                                         |
| Тегло               | 162 г                                                                                      |

## Операционна система
В Китай се пуска OnePlus One с Oppo ColorOS, базиран на Android 4.3 „Jelly Bean“. Във всички останали страни на смартфона е инсталиран CyanogenMod 11S, базиран на Android 4.4.4 "KitKat".
Първото обновление за устройства с CyanogenMod до CyanogenMod 12S (базирано на Android 5.0.2) беше пуснато почти година по-късно на 14 април 2015 година. Обновлението се е инсталирало само чрез самостоятелно изтегляне на файлове.
OnePlus One е съвместим с други операционни системи като LineageOS и Paranoid Android. С LineageOS смартфонът поддържа Android 9.0 и Android 10.

## Продажби
OnePlus One можеше да бъде закупен само чрез специална покана от уебсайта на компанията OnePlus. Цената за 16GB версия беше 299$, 64GB версията струваше 349$. На 20 април 2015 година компанията анулира покани и отвори достъп за всички. В Китай нямаше ограничения за продажба по покана.
През 2015 година поради поевтиняването на еврото спрямо долара, компанията OnePlus конвертира доларовите цени 1:1. Следователно от 25 март 2015 година цената се е повишила до 299 евро (версия 16 GB) и 349 евро (64 GB).
През юли 2015 година компанията обяви, че е продала 1,5 милиона устройства в 35 страни по света.

## Аксесоари
Първоначално компанията планира да пусне няколко вида сменяеми калъфи, изработени от естествени материали. Поради производствени дефекти, фирмените калъфи така и не са постъпили в масовата продажба. Дълго време на уебсайта на компанията можеше да се поръча само бамбуков модел на калъфа.